# Ramón Villaverde
Ramón Alberto Villaverde Vázquez (* 16. März 1930 in Montevideo; † 15. September 1986  in Barcelona) war ein uruguayischer Fußballspieler.

## Karriere
Villaverde begann 1949 seine Profikarriere in seinem Heimatland Uruguay bei Liverpool Montevideo. Nach einem Jahr wechselte der Stürmer zu Cúcuta Deportivo. Im Jahr 1951 ging er zu CD Los Millonarios, wo er mit Alfredo Di Stéfano in einem Team spielte und 1952 und 1953 kolumbianischer Meister wurde. Ab 1954 spielte Villaverde das erste Mal für einen europäischen Klub, den FC Barcelona. Für Barcelona debütierte er am 12. September 1954 beim 4:2-Sieg über den FC Sevilla, bei dem er das erste Tor erzielte. In seiner elf Jahre währenden Station bei Barça gewann er je zweimal die spanische Meisterschaft, den Messepokal und dreimal den spanischen Pokal. Insgesamt erzielte er für Barcelona in 162 Ligaspielen 53 Tore. Zwei seiner größten Spiele machte Villaverde im Viertelfinale des Europapokals der Landesmeister 1959/60, wo er mit seinem Team den englischen Meister Wolverhampton Wanderers aus dem Turnier warf. Villaverde traf doppelt beim 4:0-Heimsieg im Hinspiel und einmal im Rückspiel beim 5:2-Sieg bei den Wolves. Seine Karriere beendete er bei Racing Santander.

## Erfolge
- Kolumbianische Meisterschaft: 1952, 1953
- Kolumbianischer Pokal: 1953
- Spanische Meisterschaft: 1959, 1960
- Spanischer Pokal: 1957, 1959, 1963
- Messepokal: 1955–1958, 1958–1960